# Trummy Young
James „Trummy” Young (Savannah, 1912. január 12. –‎ San José, 1984. szeptember 10.) amerikai harsonás. A swing-korszakban 12 éven át Louis Armstronggal lépett fel az „Armstrong's All Stars”-ban. Sikeres slágere volt a „Margie”, amelyet Jimmie Lunceford zenekarával adott elő és énekelt el (1937).

## Pályakép
Young a Georgia állambeli Savannah-ban született, és Richmondban, Virginiában nőtt fel. Eredetileg trombitás volt, de 1928-ban harsonára váltott. 1933-tól 1937-ig Earl Hines zenekarának tagja volt, majd csatlakozott Jimmie Lunceford zenekarához. A Decca Records adta ki a „Margie” című slágerét, melyet el is énekelt. Sy Oliverrel írta a „Tain't What You Do, (It's the Way That You Do It)” című dalt, amely Ella Fitzgerald 1939-es sikere volt.
Young 1945-ben csatlakozott Benny Goodmanhez. Szólistaként számos lemezen szerepelt, köztük a "Gotta Be This or That" című slágeren. 1945-ben Charlie Parkerrel és Dizzy Gillespie-vel is játszott egy Clyde Hart által vezetett előadáson.
Szerepelt a High Society című zenés filmben (1956), és a Universal-International című életrajzi filmben, és a The Glenn Miller Story-ban (1954). Louis Armstrong, Gene Krupa és Barney Bigard is közreműkött ebben.
1964-ben Young abbahagyta a turnézást, és Hawaii-on telepedett le le. alkalmanként azért felbukkant egy-egy alkalomra.
Feleségül vette Sally Tokashiki-t, akitől két lánya született, Andrea és Barbara.
1984 szeptemberében, 72 éves korában agyvérzésben halt meg.

## Albumok
- MusicBrainz

## Fordítás
Ez a szócikk részben vagy egészben  a   Trummy Young című angol Wikipédia-szócikk ezen változatának fordításán alapul.  Az eredeti cikk szerkesztőit annak laptörténete sorolja fel. Ez a jelzés csupán a megfogalmazás eredetét és a szerzői jogokat jelzi, nem szolgál a cikkben szereplő információk forrásmegjelöléseként.